# Brachymyrmex
Brachymyrmex é um gênero de insetos, pertencente a família Formicidae.
Se tratava de um gênero relativamente pouco estudado, devido ao seu tamanho muito reduzido e semelhanças superficiais que dificultavam a classificação, até que um estudo molecular e morfológico publicado em 2019 iniciou uma revisão do gênero, reorganizando muitas espécies e subespécies em novas classificações.

## Espécies
- Brachymyrmex admotus
- Brachymyrmex antennatus
- Brachymyrmex aphidicola
- Brachymyrmex australis
- Brachymyrmex australis curtus
- Brachymyrmex brevicornis
- Brachymyrmex brevicornoeides
- Brachymyrmex bruchi
- Brachymyrmex bruchi rufipes
- Brachymyrmex cavernicola
- Brachymyrmex coactus
- Brachymyrmex coactus nictitans
- Brachymyrmex coactus robustus
- Brachymyrmex constrictus
- Brachymyrmex constrictus bonariensis
- Brachymyrmex cordemoyi
- Brachymyrmex cordemoyi distinctus
- Brachymyrmex degener
- Brachymyrmex depilis
- Brachymyrmex donisthorpei
- Brachymyrmex fiebrigi
- Brachymyrmex flavidulus
- Brachymyrmex gagates
- Brachymyrmex gaucho
- Brachymyrmex giardi
- Brachymyrmex giardi cordobensis
- Brachymyrmex goeldii
- Brachymyrmex heeri
- Brachymyrmex heeri aphidicola
- Brachymyrmex heeri basalis
- Brachymyrmex heeri fallax
- Brachymyrmex heeri termitophilus
- Brachymyrmex incisus
- Brachymyrmex laevis
- Brachymyrmex laevis andinus
- Brachymyrmex laevis fusculus
- Brachymyrmex longicornis pullus
- Brachymyrmex luederwaldti
- Brachymyrmex luederwaldti attenuatus
- Brachymyrmex melensis
- Brachymyrmex micromegas
- Brachymyrmex minutus
- Brachymyrmex modestus
- Brachymyrmex musculus
- Brachymyrmex myops
- Brachymyrmex obscurior
- Brachymyrmex oculatus
- Brachymyrmex patagonicus
- Brachymyrmex patagonicus atratulus
- Brachymyrmex physogaster
- Brachymyrmex pictus
- Brachymyrmex pictus balboae
- Brachymyrmex pilipes
- Brachymyrmex santschii
- Brachymyrmex tristis